# To the Beautiful You (trilha sonora)
To the Beautiful You (Hangul: 아름다운 그대에게 OST) é a trilha sonora original de série dramática de televisão de mesmo nome que foi ao ar a partir de 15 de agosto á 4 de outubro de 2012 no Seoul Broadcasting System em 16 episódios. O álbum contém um total de dez músicas, oito das quais foram lançadas como A-side e B-side de singles digitais antes do lançamento completo do álbum em 19 de setembro de 2012. O álbum foi produzido pela gravadora SM Entertainment, enquanto os seus artistas emprestaram suas vozes para as músicas. Além disso, a trilha sonora original da série também foi incluída no álbum.

## Lista de faixas
| Trilha sonora original |                                                          |                                |                                           |                            |         |  |
| N.º                    | Título                                                   | Letras                         | Música                                    | Artista                    | Duração |  |
| 1.                     | "Butterfly"                                              | Kenzie                         | Matthew Tishler, Andrew Ang, Susan Markle | Jessica Jung, Krystal Jung | 3:01    |  |
| 2.                     | "일어나" (Stand Up)                                      | Groovie. K                     | Groovie. K                                | J-Min                      | 2:50    |  |
| 3.                     | "나야" (It's Me)                                         | Lee Sang-yeol, Park Geun-cheol |                                           | Sunny, Luna                | 3:42    |  |
| 4.                     | "In Your Eyes"                                           | Lee Sang-yeol, Park Geun-cheol |                                           | Onew                       | 4:27    |  |
| 5.                     | "Rise & Shine" (아름다운 그대에게; To The Beautiful You) | Cho Yung-yeong                 |                                           | Kyuhyun, Tiffany Hwang     | 4:00    |  |
| 6.                     | "SKY"                                                    | Lee Sang-yeol, Park Geun-cheol |                                           | Super Junior-K.R.Y         | 4:42    |  |
| 7.                     | "가까이" (Closer)                                        | Kim Jeong-bae                  |                                           | Taeyeon                    | 4:03    |  |
| 8.                     | "어쩌면 우린" (Maybe We...)                              | Lee Sang-yeol, Park Geun-cheol |                                           | Dana                       | 3:50    |  |
| 9.                     | "너란 말야" (U)                                          | Kim Woo-joo, Zua, A Real Man   |                                           | Taemin                     | 3:35    |  |
| 10.                    | "Butterfly" (versão acustica)                            | Kenzie                         |                                           | Jessica Jung, Krystal Jung | 3:01    |  |
| Duração total:         | Duração total:                                           | Duração total:                 | Duração total:                            | Duração total:             | 35:51   |  |

| Partitura original |                      |                          |         |  |
| N.º                | Título               | Artista                  | Duração |  |
| 1.                 | "Road to Winning"    | Isangyeol                | 1:49    |  |
| 2.                 | "The Flying Boy"     | Isangyeol                | 1:37    |  |
| 3.                 | "I'm a Transfer"     | Isangyeol                | 1:20    |  |
| 4.                 | "Love is All Around" | Isangyeol                | 1:57    |  |
| 5.                 | "Love, Love, Love"   | Isangyeol                |         |  |
| 6.                 | "Oh! Lovely Day"     | Isangyeol                | 1:16    |  |
| 7.                 | "My Mom's Memories"  | Isangyeol                | 2:28    |  |
| 8.                 | "The Day"            | 박근철 (Park Geun-cheol) | 2:22    |  |
| 9.                 | "Windows of My Eyes" | 박근철                   | 2:06    |  |
| 10.                | "Nervous Dream"      | 박근철                   | 1:39    |  |
| 11.                | "Fallen Angel"       | 박근철                   | 1:40    |  |
| 12.                | "One Fine Day"       | 박근철                   | 1:23    |  |
| 13.                | "One Somber Day"     | 박근철                   | 1:14    |  |
| 14.                | "Good Man"           | 박근철                   | 1:40    |  |
| 15.                | "Stay Forever"       | 박근철                   | 2:54    |  |
| Duração total:     | Duração total:       | Duração total:           | 28:25   |  |

## Singles

### Butterfly
"Butterfly" foi lançada como o A-side do primeiro single do álbum em 15 de agosto de 2012. As irmãs, Jessica Jung do Girls' Generation e Krystal Jung do f(x), uniram-se para realizar o seu primeiro dueto juntas. A canção de pop rock foi composta por uma equipe de produtores da Europa, que incluiu Mateus Tishler, Andrew Ang e Susan Markle. Tishler havia trabalhado com a SM Entertainment com "Don't Know What To Say" da BoA e "She" do TVXQ. As letras foram escritas por Kenzie, um dos compositores residentes da agência. "Butterfly" foi usada como canção tema para a linha de amor entre os terminais macho e fêmea da série.

### Stand Up
"Stand Up" foi lançada como B-side do primeiro single e também foi escolhida como o primeiro single do álbum e canção tema principal da série de drama. A canção de pop-rock foi a performance de estréia coreana por J-Min, um artista solo sob o selo da SM Entertainment que tinha sido mais ativa no Japão. Além de compor a canção, Groovie. K também forneceu a letra da canção. O produtor musical havia trabalhado com a agência antes com "Tri-Angle" do TVXQ e "Don't Don" do Super Junior. O vídeo da música "Stand Up" foi lançado junto com o lançamento do álbum completo em 19 de setembro de 2012. Além de conter cenas da série, também incluiu uma aparição de Jungmo do TRAX. A versão da banda do vídeo foi lançado em 4 de outubro de 2012. J-Min e Jungmo realizada uma etapa apresentação no Inkigayo em 26 de agosto de 2012.

### It's Me
"It's Me" foi lançada como o A-side do segundo single do álbum em 22 de agosto de 2013. Ela foi escrita pelo produtor musical Zig Zag Note. As letras foram uma obra dos produtores musicais Lee Sang-yeol e Parque Geun-Cheol que também trabalharam em algumas outras músicas do álbum da trilha sonora da série. Sunny do Girls' Generation e Luna do f(x) se uniram para colaboração pela primeira vez e desde os vocais para "cheerful" e "up-lifting". A dupla ficou na posição 25 do Gaon Weekly Singles Chart.

### In Your Eyes
"In Your Eyes" é um balada interpretada por Onew da boy band SHINee. A faixa foi incluída como o B-side do segundo single que também incluiu "It's Me". Ambas as músicas foram escritas e compostas por Lee Sang-yeol e Parck Geun-Cheol. O duo tinha composto anteriormente muitas faixas do aclamado City Hunter OST. Eles também escreveram a letra para a peça musical. A canção chegou a posição 60 do Gaon Singles Chart.

### Closer
"Closer" foi lançado como o A-side do quarto single em 5 de setembro de 2012 e também foi a canção melhor posicionada nos gráficos do álbum, chegando a posição 7 no Gaon Weekly Singles Chart. A canção foi composta por Kenzie que tem vindo a trabalhar com a SM Entertaiment durante muitos anos, enquanto a letra foi escrita por Kim Jeong-bae. Taeyeon membro do girl group de música pop Girls' Generation, cedeu os vocais para a canção. A suave melodia da canção foi usada como tema para o crescente do amor entre os personagens principais Kang Tae Joon (Choi Minho) e Goo Jae Hee (Sulli), uma vez que depois de revelado a Tae Joon que Jae Hee é na verdade uma menina. No mesmo dia, o vídeo da música de acompanhamento para "Closer" foi revelado no canal oficial no Youtube da SM, com cenas da série.

## Recepção
| Críticas profissionais | Críticas profissionais |
| Avaliações da crítica  | Avaliações da crítica  |
| Fonte                  | Avaliação              |
| ---------------------- | ---------------------- |
| Bugs                   |                        |
| Daum                   |                        |
| Genie                  |                        |
| iTunes                 | 5 de 5 estrelas.       |
| M.net                  | 9.4 de 10 estrelas.    |
| Melon                  | 4.6 de 5 estrelas.     |
| Naver                  | 9 de 10 estrelas.      |
| Olleh                  | 4.8 de 5 estrelas.     |
| Soribada               |                        |

### Álbum
| País          | Grafíco                   | Posição |
| ------------- | ------------------------- | ------- |
| Coreia do Sul | Gaon' Weekly albums chart | 4       |
| Coreia do Sul | Gaon Monthly albums chart | ?       |

### Singles
| Canção         | Melhores posições | Melhores posições |
| Canção         | KOR               | USA               |
| -------------- | ----------------- | ----------------- |
| "Butterfly"    | 22                |                   |
| "Stand Up"     | 123               |                   |
| "It's Me"      | 25                |                   |
| "In Your Eyes" | 60                |                   |
| "Rise & Shine" | 37                |                   |
| "Sky"          | 127               |                   |
| "Closer"       | 7                 |                   |
| "Maybe We..."  | 138               |                   |
| "U"            | 107               |                   |